# اچ‌ام‌اس سومالیایی (اف۳۳)
اچ‌ام‌اس سومالیایی (اف۳۳) (به انگلیسی: HMS Somali (F33)) یک زیردریایی بود که طول آن ۳۶۴ فوت ۸ اینچ (۱۱۱٫۱۵ متر) بود. این زیردریایی در سال ۱۹۳۷ ساخته شد.